# 아카에정
아카에정(赤江町)은 미야자키현 미야자키군에 설치되었던 정이다. 현재의 미야자키시에 해당한다.

## 아카에 지역 자치구
아카에 지역 자치구(赤江地域自治区)은 미야자키현 미야자키시의 지역 자치구 중 하나이다. 옛 미야자키 시역의 중부에 위치하며 지역 자치구 중 가장 인구가 많다.
아카에 지역 자치구의 상세정보
- 지방 : 규슈 지방
- 도도부현 : 미야자키현
- 자치체 : 미야자키시
- 면적 : 25.65km²
- 세대수 : 23,591가구
- 총인구 : 55,421명 (2009년 10월 1일 기준)

## 지리
북부의 조가사키 지구는 무로마치 시대부터 번성했고, 에도시대 이토우씨 요히 번령의 북동부에 있는 아카에항은 에도·상방 교역의 거점으로서도 번영한 비교적 역사가 오래된 지구이다.북서부에는 남미야자키역을 중심으로 상업 지역이 펼쳐지며, 오요도 지역 자치구와 함께 시 중심부의 남반을 형성하고 있다. 서부의 쓰키미가오카 단지, 남부의 기미가오카 단지는 모두 고지대에 조성되어 인구 증가의 받침대가 되어 왔다. 공항 주변과 남동부에는 농업 지대가 펼쳐져 있다.

## 교통

### 공항
- 미야자키 공항

### 철도
- 닛포 본선
- 니치난 선
- 미야자키쿠코 선

### 도로
- 국도 제220호선
- 국도 제269호선